# 27 vagones de algodón

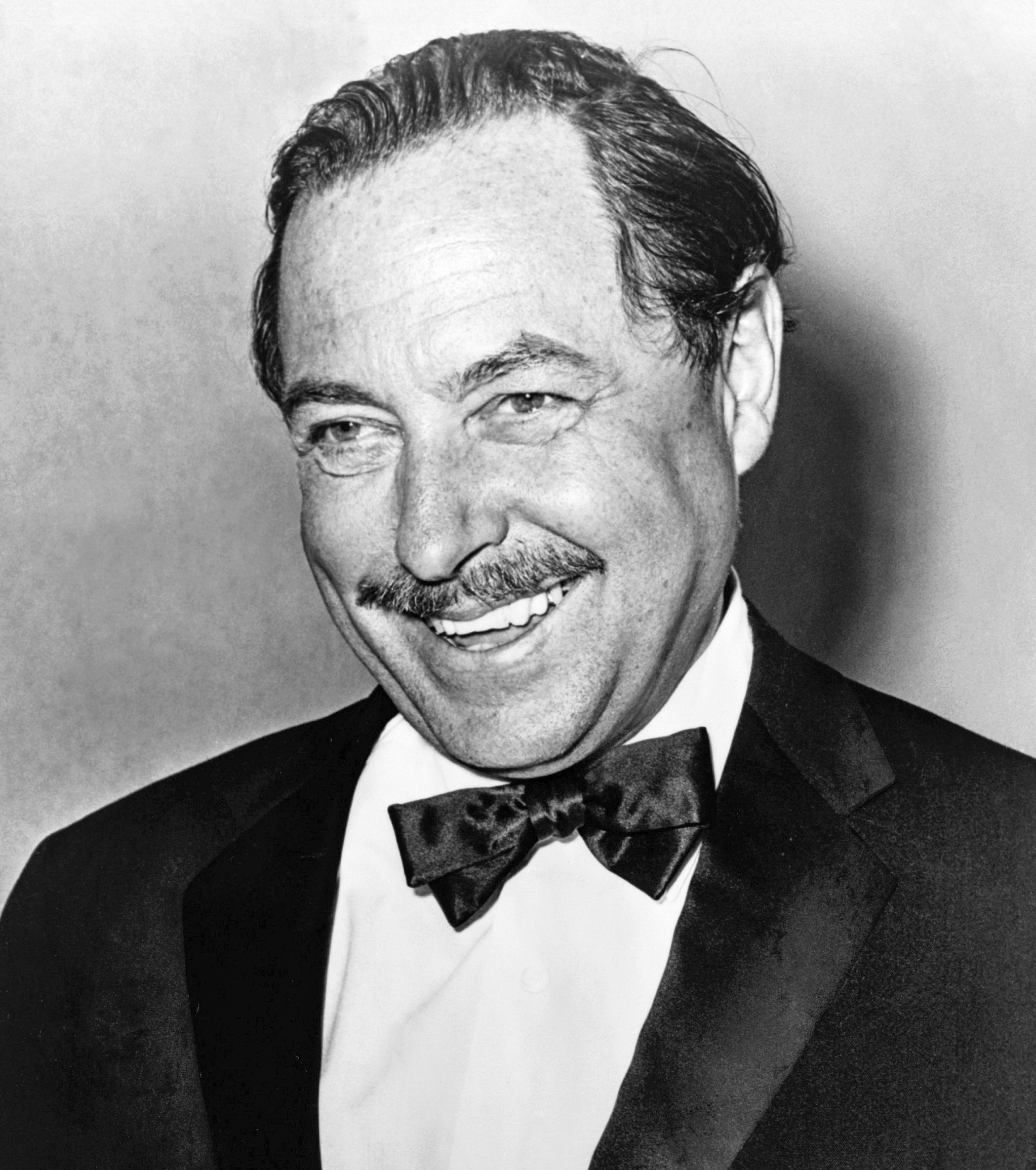
Tennessee Williams

27 vagones de algodón (27 wagons full of cotton) es una obra corta de un solo acto escrita por Tennessee Williams.

## Argumento
Esta obra, escrita en 1946 y posteriormente modificada por el autor en 1953, la denomina el propio Tennessee Williams como "una comedia del Delta del Mississippi." En ella, Jake Meighan, un hombre de unos sesenta años, propietario de una desmotadora de algodón, prende fuego a la platanción y a la propia desmotadora de Silva Vicarro, su rival en el negocio del algodón. Silva Vicarro es el superintendente del Sindicato del Algodón, que desde hace tiempo viene adquiriendo los campos de algodón de la zona, quitando el trabajo a los agricultores y trayendo su propia maquinaria. Silva sospecha que el incendio fue provocado por Jake, pero no tiene la certeza hasta que su esposa, Flora, una mujer enorme, muy obesa y con un gran complejo infantil, se le escapa que su marido salió de casa poco antes de declararse el incendio. Silva busca venganza en la mujer de Jake, que el autor la describe como "grande pero delicada, frágil, suave." Ambos, Silva y Flora, mantienen relaciones sexuales y Flora descubre una atracción por este desconocido que la cambia, convirtiéndola en una mujer y dejando atrás una infancia prolongada artificialmente por su marido, que la trata siempre como a un muñeca.

## Temática
Aunque se trate de una comedia la obra toca bastantes temas escabrosos. Entre ellos el drama de los pequeños propietarios, que por necesidad venden sus tierras a grandes empresas, quedándose sin trabajo ni sustento. Es un tema recurrente en la literatura de Estados Unidos, ya que fue una situación que se repitió con frecuencia después del Crack del 29. Así como aborda temas como el maltrato al Jake somete a Flora y que Silva perpetúa después; el tema de la mujer convertida en una muñeca que sólo vive para complacer a su marido y cuyas aptitudes, intelgencia, capacidades se ven reducidas al mínimo, sin independencia para tomar sus propias decisiones; o el resentimiento de un hombre, Silva, ajeno a la sociedad en la que vive, que por su procedencia latina, su baja estarura, se expone a ser manipulado y ridiculizado.

## Adaptación Cinematográfica
A partir de esta obra Tennessee Williams escribió el guion de la película Baby doll. Controvertida película en su momento dirigida por Elia Kazan en 1956 y protagonizada por Karl Malden, Carroll Baker y Eli Wallach.

## Personajes
- Jake Meighan, propietario de una desmotadora de algodón.

- Flora Meighan, su esposa.

- Silva Vicarro, superintendente de la Plantación del Sindicato.

## Representaciones en inglés
Fue reestrenada en Broadway en el Playhouse Theatre de Nueva York el 26 de enero de 1976 hasta el 21 de marzo del mismo año, durante 63 representaciones. Protagonizada por Roy Poole (Jake), Meryl Streep (Flora) y Tony Musante (Silva).
Dirigida por Arvin Brown.